# Cas modal
El cas modal és un cas gramatical que s'empra per expressar habilitat, intenció, necessitat, obligació, permissió o possibilitat. En català, l'equivalent seria poder, haver de, potser o l'ús del temps condicional entre d'altres.
Aquest cas existeix en llengües com el Kayardild i les altres lengües tàngkiques del nord d'Austràlia.